# Robert Broadbent
Robert Broadbent (5 de novembro de 1904 — 4 de outubro de 1986) foi um ciclista australiano que competiu nos Jogos Olímpicos de Verão de 1924, representando a Austrália.